# Canigou
Pic du Canigou/Canigó  er et 2.785 meter højt  bjerg i den franske del af Pyrenæerne ud mod Middelhavet.
Canigou (på catalansk Canigó) opfattes som det spirituelle hjem for den catalanske nation. Det har inspireret til en historisk samling af sange kaldet Canigó, som alle starter med den sammme lovprisning af bjerget.
Ifølge traditionen blev bjerget første gang besteget i 1285 af Peter 3. af Aragonien.
 Der er for få eller ingen kildehenvisninger i denne artikel, hvilket er et problem. Du kan hjælpe ved at angive troværdige kilder til de påstande, som fremføres i artiklen.

42°30′N 2°27′Ø / 42.500°N 2.450°Ø